# KZ-Außenlager Hannover-Misburg

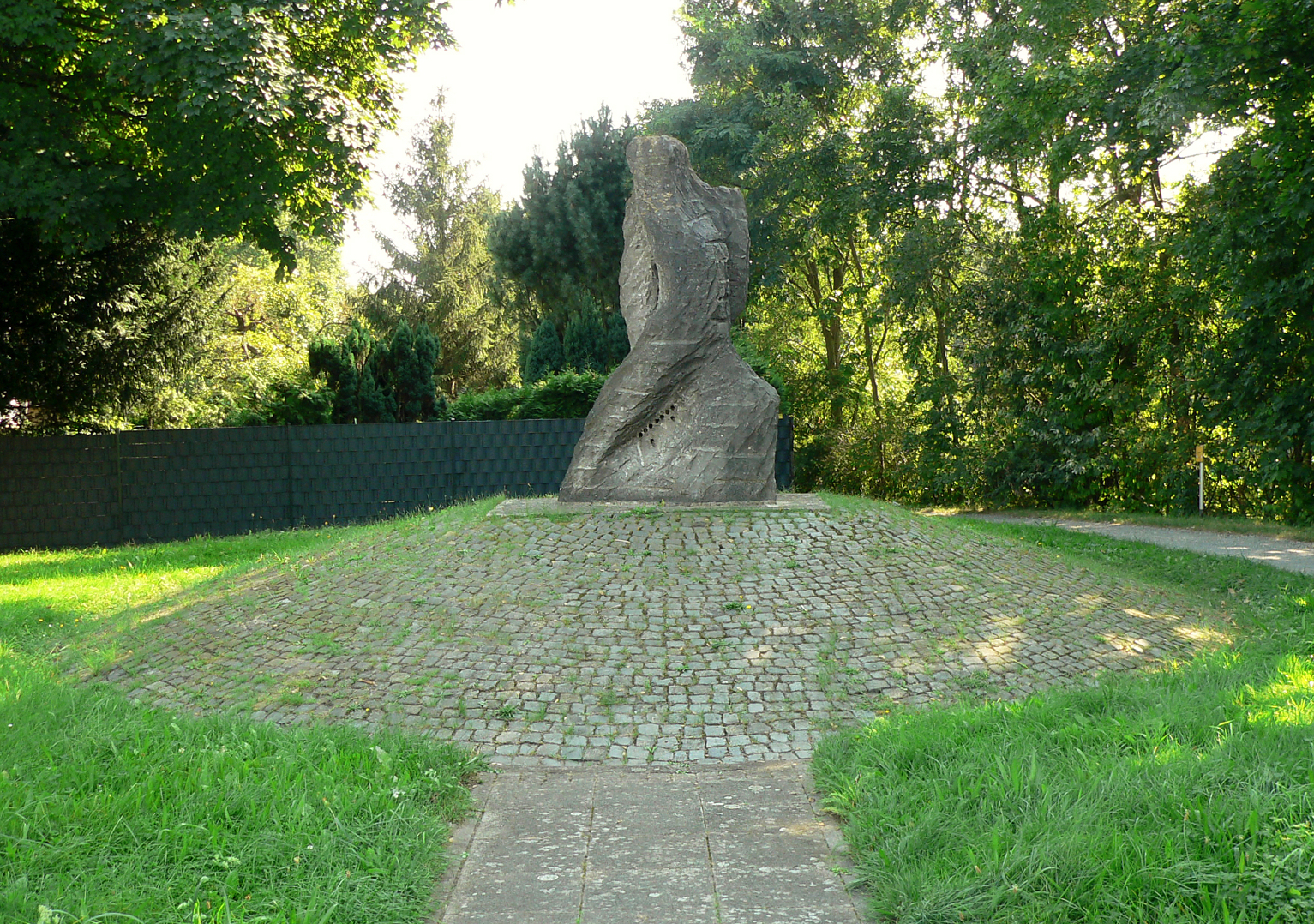
Mahnmal von Eugène Dodeigne an der Hannoverschen Straße nahe dem ehemaligen Lagergelände

Das KZ-Außenlager Hannover-Misburg war ein Außenlager des KZ Neuengamme in Misburg, heute ein Stadtteil von Hannover. Am 26. Juni 1944 erreichten die ersten Häftlinge den Ort und mussten auf dem Gelände der Erdölraffinerie Deurag-Nerag am Mittellandkanal das Lager errichten. Anschließend verrichteten sie in den Werken der Deurag-Nerag Aufräumungsarbeiten nach Bombardierungen der alliierten Luftstreitkräfte.

## Lager
Die Deurag-Nerag in Misburg war während des Zweiten Weltkrieges einer der wichtigsten Lieferanten von Flugmotorenölen und neben der Ölraffinerie waren auch Anlagen zur synthetischen Benzinherstellung aufgebaut. Damit war die Deurag-Nerag für die Alliierten ein kriegswichtiges Ziel und am 18. und 20. Juni 1944 wurden diese Anlagen bei Luftangriffen auf Hannover schwer beschädigt. Bereits am 23. Juni 1943 kam Edmund Geilenberg, der von Adolf Hitler persönlich zum Verantwortlichen des Mineralölsicherungsplans mit erheblichen Machtbefugnissen ernannt wurde, nach Misburg. In einer Besprechung mit den Direktoren der Deurag-Nerag, der zuständigen Rüstungsinspektion und dem Gauleiter sicherte er die Bereitstellung von KZ-Häftlingen zu.
Die ersten Häftlinge, die aus dem KZ Neuengamme kamen, trafen am 26. Juni 1944 Misburg ein. Sie fanden ein umzäuntes Areal mit vier Wehrmachtzelten sowie ein Küchenzelt, ein Toilettenhaus mit sechs Latrinen und zwei Waschgelegenheiten unter freiem Himmel nebst einem Bunker, der zu einer Flakstellung gehörte, vor. Erst Ende September wurde mit dem Bau von Holzbaracken begonnen und es dauerte bis in den Dezember 1944, als die dritte und die vierte Baracke fertig wurde. Daher mussten viele Häftlinge weiterhin im Freien ungeschützt vor Wettereinflüssen leben und übernachten. Misburg wurde als wichtiges Kriegsziel etwa 45 mal bombardiert und die Druckwellen führten zur Gefährdung der Häftlinge und auch teilweise zum Zerreißen der Zeltdächer.
Im äußeren Lagerbereich gab es vier Wachtürme, eine Verwaltungsbaracke und eine Unterkunftsbaracke für die Wachmannschaft.
Heute gibt es keinerlei bauliche Überreste des Lagers mehr. Unmittelbar nach dem Krieg wurden die Holzbaracken der Häftlinge wegen des Befalls mit Ungeziefer abgerissen. Auf den Betonfundamenten entstanden provisorischen Wohnbaracken für Flüchtlinge, die in der Raffinerie arbeiteten. Die Baracke der Wachmannschaft wurde 1946 an einen anderen Ort in Misburg umgesetzt und diente bis etwa 1960 als Schule. Ein Teil der Barackenfundamente wurde vermutlich in den 1950er Jahren entfernt und der andere Teil wurde in den 1990er Jahren bei der Errichtung von Neubauten beseitigt.

## Lagerhäftlinge
Neben den schlechten Lebensbedingungen waren die Arbeitsbedingungen der Häftlinge katastrophal. Die Verletzungsgefahren waren groß, da sie Schnitt- und Verletzungsgefahren beim Aufräumen scharfkantiger Stahl- und Eisenrohre ohne Hilfswerkzeuge ausgesetzt waren, ferner mussten sie in von Ölschlamm und Kalilauge verschmutzten Bereichen aufräumen und nach Bomben in kleinen elf Mann großen Kommandos unter Führung eines Kapos suchen.

Die Häftlinge mussten ausschließlich Räumungsarbeiten verrichten und in den Werken selbst wurden sie nicht eingesetzt. Die Wochenarbeitszeit betrug 67 Stunden, jeder dritte Sonntag war frei. Die Ernährung war mangelhaft, obwohl die im Geilenberg-Programm Beschäftigten eine Schwerstarbeiterzulage erhalten sollten.
Die 1000 bis 1200 Häftlinge, die stets im Lager anwesend waren, kamen zum größten Teil aus der Sowjetunion, Polen und Frankreich. Daneben gab es auch kleinere Nationalitätengruppen aus den Niederlanden, Belgien und Frankreich.
Etwa 30, zumeist kriminelle, deutsche Insassen waren im Lager als Funktionshäftlinge eingesetzt.
Zwischen Juni 1944 und April 1945 wurden 55 tote Häftlinge registriert, vermutlich waren es wesentlich mehr. Denn Anfang November 1944 musste aufgrund der schlechten Lebens- und Arbeitsbedingungen in Misburg ein Transport von 600 bis 800 nicht mehr arbeitsfähigen KZ-Häftlingen ins Hauptlager KZ Neuengamme durchgeführt werden. Nach dem Krieg fand man außerhalb des Lagers in Bombentrichtern verscharrte Häftlinge.
Das Lager wurde am 8. April 1945 geräumt. Die rund 800 marschfähigen Häftlinge begaben sich auf einen dreitägigen Todesmarsch, der über Großburgwedel und Celle zum KZ Bergen-Belsen führte. Die rund 200 nicht marschfähigen KZ-Häftlinge des Lagers wurden mit Fahrzeugen am 8. April direkt nach Bergen-Belsen gebracht.

## Lagerpersonal
Bewacht wurde das Lager durch  etwa 70 Landesschützen der Wehrmacht und etwa 30 Volksdeutsche, die der SS angehörten. Zuerst war ein Polizeileutnant und anschließend ein Infanterie-Hauptmann Kommandoführer. Ab Juli 1944 waren SS-Sturmführer Karl Wiedemann und anschließend SS-Hauptscharführer Hans Gehrt Lagerführer. Wiedemann wurde 1946 wegen Tötung und Misshandlung von Häftlingen zu 15 Jahren Haft verurteilt, er kam nach neun Jahren wieder frei. Der SS-Unterscharführer Richard Winter, der zwei Häftlinge ermordet hatte, wurde 1948 von einem belgischen Militärgericht zum Tode verurteilt. Diese Strafe wurde in eine 15-jährige Haftstrafe umgewandelt und er kam Ende 1954 frei. Die deutsche Justiz setzte die Strafverfolgung aus.

## Erinnerung
Die Geschichte des Lagers, das Schicksal der Inhaftierten und die Aufarbeitung in der Nachkriegszeit, vor allem die Strafverfolgung, sind Mitte der 1980er Jahre umfassend dokumentiert worden. Die Aufarbeitung der NS-Geschichte aus lokaler Perspektive begannen junge Historikerinnen und Historiker bereits in den 1970er Jahren, was 1983 zur Ausstellung  „Konzentrationslager in Hannover“ im KUBUS führte.
Im Jahre 1989 wurde zur Erinnerung an das Außenlager eine Bronzetafel am Lagergelände an der Hauptstraße (Hannoversche Straße) verlegt. Gleichzeitig wurde dort eine Steinskulptur des Künstlers Eugène Dodeigne errichtet, die an das KZ-Lager Misburg erinnert. 
Die Grünfläche am ehemaligen KZ-Gelände wurde 2024 in „Park der Erinnerung“ benannt. Bei der Einweihung wurden Informationstafeln zur Geschichte des KZ aufgestellt.
An die Zwangsarbeiter, die während der Zeit des Nationalsozialismus im Konzentrationslager arbeiten und leiden mussten, erinnert eine Gedenktafel in einer Mauer des nahegelegenen Waldfriedhofs Misburg.

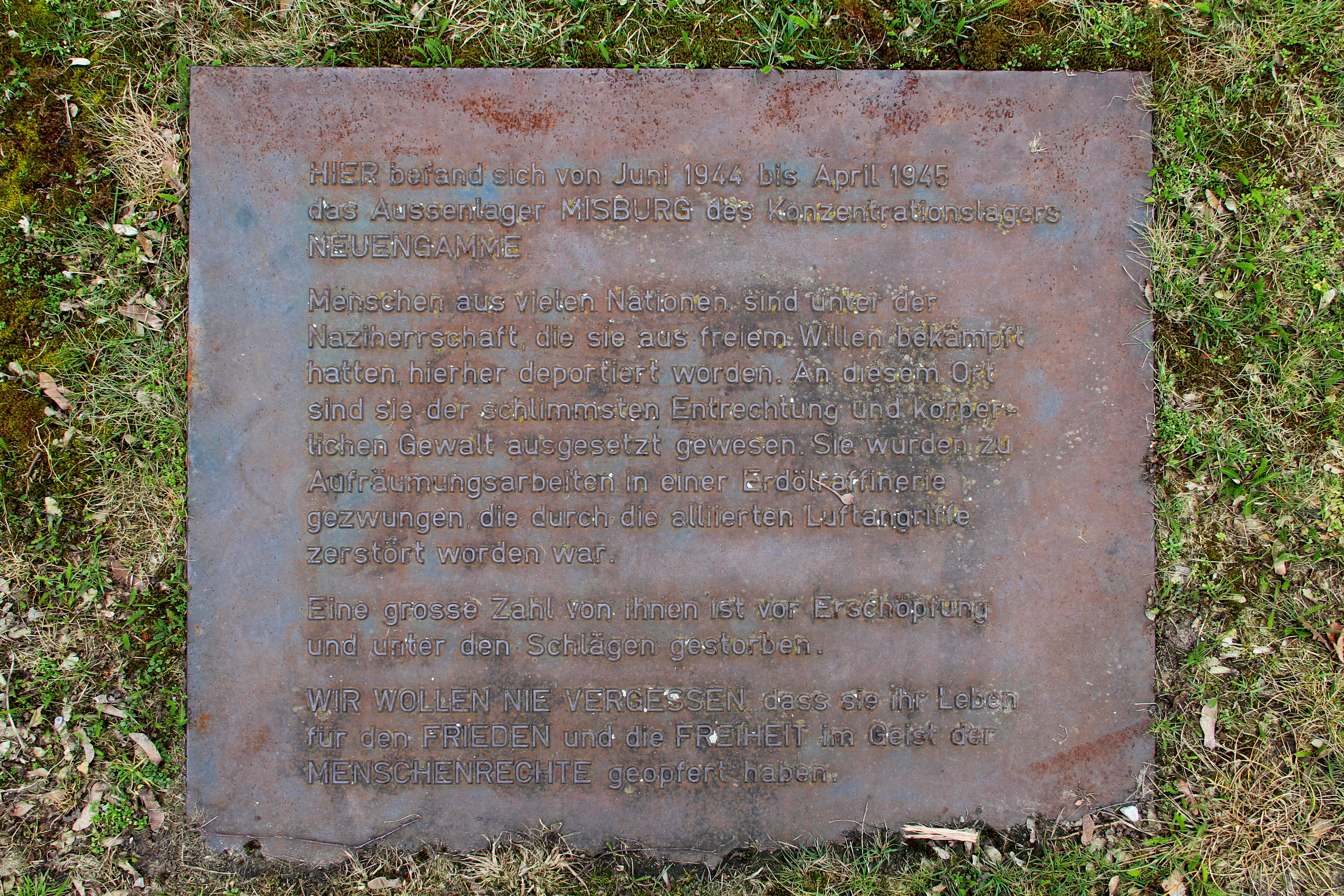
Bronzetafel am Lagergelände
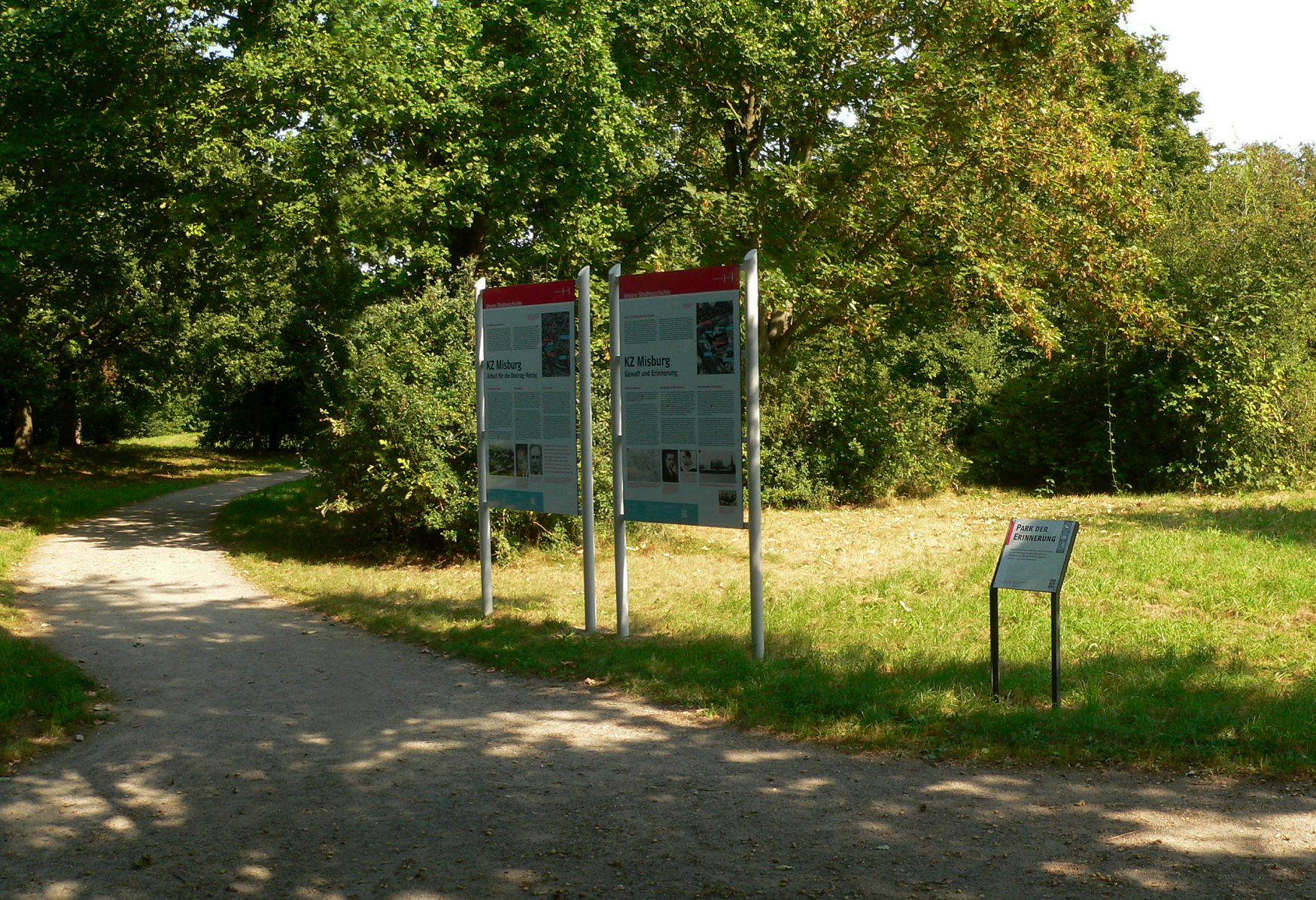
Infotafeln im Park der Erinnerung
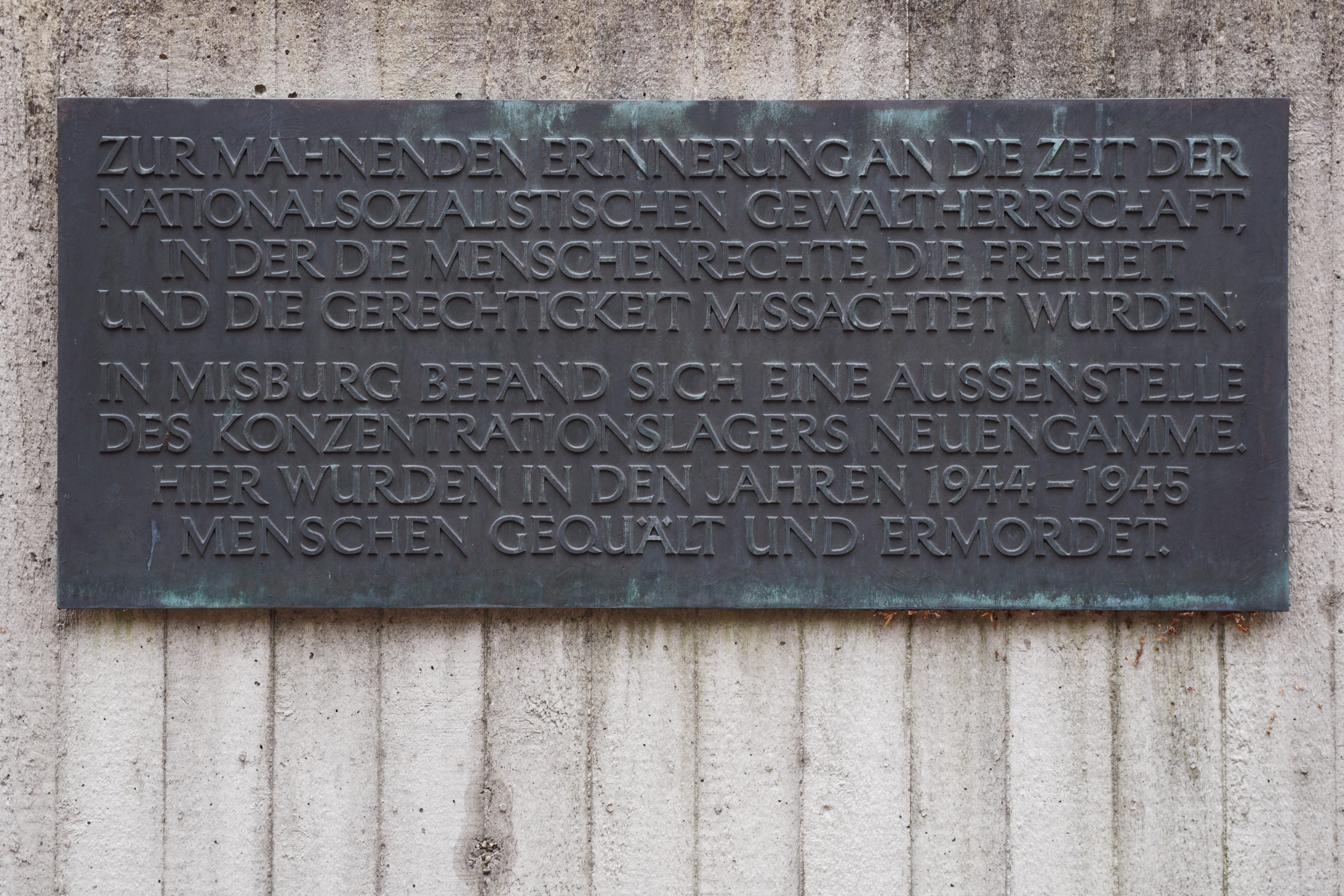
Gedenktafel auf dem Waldfriedhof Misburg